# Elemento estrutural
Elemento estrutural é cada uma das partes diferenciadas, ainda que vinculadas, nas quais pode ser dividida uma estrutura para efeitos de seu projeto. O projeto e cálculo destes elementos é feito de acordo com os princípios da engenharia estrutural e a resistência dos materiais.
Os elementos estruturais criam a estrutura de sustentação de uma construção, servindo de base para os elementos estruturais secundários, tais como paredes, pisos e janelas.

## Elementos estruturais
- Coluna
- Laje
- Pilar
- Pilastra
- Piso